# جيف كوتن
جيف كوتن (بالإنجليزية: Jeff Cotton)‏ هو موسيقي وعازف قيثارة أمريكي، ولد في 31 مايو 1948 في بورتيرفيل في الولايات المتحدة.

## روابط خارجية
- جيف كوتن على موقع ميوزك برينز (الإنجليزية)
- جيف كوتن على موقع ميوزك برينز (الإنجليزية)
- جيف كوتن على موقع ديسكوغز (الإنجليزية)